# Helma Notte
Helma Notte (gift Baur), född 22 september 1911 i Düsseldorf,, förbundsland Nordrhein-Westfalen; död 14 mars 1997 i München; förbundsland Bayern, var en tysk friidrottare med hoppgrenar som huvudgren. Notte var en pionjär inom damidrott, hon blev bronsmedaljör vid den tredje damolympiaden 1930.

## Biografi
Helma Notte föddes 1911 i mellersta Tyskland. När hon började med friidrott gick hon med i idrottsföreningen TurnVerein Grafenberg 1888 eV i Düsseldorf, hon tävlade för klubben under hela sin aktiva tid. Hon tävlade främst i höjdhopp men även i kortdistanslöpning och häcklöpning.
Notte deltog i flera tyska mästerskap, 1928 blev hon mästare i höjdhopp vid tävlingar i Berlin 14–15 juli, hon försvarade sin titel 1930 vid mästerskapen i Lennep 2–3 augusti. 1932 kom hon på silverplats.
Den 8 juli 1928 satte hon tyskt rekord i höjdhopp vid tävlingar i Düsseldorf, hon förbättrade sedan rekordet 1931 vid tävlingar i Krefeld 14 juni och 1932 vid tävlingar i Amsterdam 12 juni.
1928 deltog hon vid de Olympiska sommarspelen i Amsterdam då hon slutade på en 6:e plats i höjdhopp.
Notte deltog sedan vid den tredje damolympiaden 6–8 september 1930 i Prag, under idrottsspelen vann hon bronsmedalj i höjdhopp. Åren 1930 och 1931 innehade hon världsårsbästa i höjdhopp.
1932 deltog Notte vid de Olympiska sommarspelen i Los Angeles där hon slutade på en 7:e plats i höjdhopp.
Kring 1933 gifte hon sig, och samma år skadade hon sig under en tävling och drog sig tillbaka från tävlingslivet. Senare flyttade familjen till Bayern där hon startade ett textiltillverkningsföretag. Hon drev företaget fram till sin pensionering. Notte dog 1997 i München.